# Jiřina Němcová
Jiřina Němcová z domu Vobořilová (ur. 3 kwietnia 1937 w Pradze, zm. 15 sierpnia 2018) – czeska lekkoatletka, trzykrotna olimpijka. Podczas swojej kariery reprezentowała Czechosłowację.

## Życiorys
Była wszechstronną lekkoatletką. Największe sukcesy odnosiła w rzucie dyskiem, ale z powodzeniem startowała również w pchnięciu kulą i skoku wzwyż.
Zajęła 5. miejsce w rzucie dyskiem na mistrzostwach Europy w 1954 w Bernie. Na igrzyskach olimpijskich w 1956 w Melbourne zajęła 7. miejsce w rzucie dyskiem i 8.–9. miejsce w skoku wzwyż, a na igrzyskach olimpijskich w 1960 w Rzymie 8. miejsce w rzucie dyskiem. Zajęła w tej konkurencji 5. miejsce na mistrzostwach Europy w 1962 w Belgradzie, 9. miejsce na igrzyskach olimpijskich w 1964 w Tokio oraz 7. miejsce na mistrzostwach Europy w 1966 w Budapeszcie.
Była mistrzynią Czechosłowacji w pchnięciu kulą w 1956 oraz w rzucie dyskiem w latach 1960–1967, wicemistrzynią w skoku wzwyż w 1956, w pchnięciu kulą w 1959 i 1960 oraz w rzucie dyskiem w 1968, a także brązową medalistką w pchnięciu kulą w 1961 i 1962 oraz w rzucie dyskiem w 1956 i 1959.
Sześciokrotnie poprawiała rekord Czechoslowacji w rzucie dyskiem do wyniku 56,30 m uzyskanego 18 września 1964 w Pradze.

## Rekordy życiowe
Rekordy życiowe Němcovej:
- skok wzwyż – 1,64 m (1 grudnia 1956, Melbourne)
- pchnięcie kulą – 15,09 m (7 sierpnia 1960, Ołomuniec)
- rzut dyskiem – 56. 30 m (18 września 1964, Praga)

## Rodzina
Jej mąż Zdeněk Němec (1933–2014) był również lekkoatletą dyskobolem, olimpijczykiem z 1960, a córka Eva Němcová (ur. 1972) koszykarką, olimpijką z 1992 i mistrzynią Europy z 2005.